# Amélie Mauresmo
Amélie Simone Mauresmo (/ameli simɔn moʀɛsmo/ tiếng Pháp) (sinh ngày 5 tháng 7 1979) là vận động viên quần vợt người Pháp, và là cựu vận động viên quần vợt số 1 thế giới.

## Thành tích
Cô giành được hai danh hiệu Grand Slam: Giải quần vợt Úc Mở rộng và Wimbledon năm 2006 sau khi đánh bại Justine Henin trong cả hai trận chung kết. Huy chương bạc Mùa tại Athena 2004.

### Danh hiệu Grand Slam

#### Đánh đơn

##### Vô địch (2)
| Năm  | Giải       | Đối thủ trong trận chung kết | Tỉ số            |
| 2006 | Úc Mở rộng | Justine Hénin                | 6–1, 2–0 bỏ cuộc |
| 2006 | Wimbledon  | Justine Hénin                | 2–6, 6–3, 6–4    |

##### Á quân (1)
| Năm  | Giải       | Đối thủ trong trận chung kết | Tỉ số    |
| 1999 | Úc Mở rộng | Martina Hingis               | 6–2, 6–3 |

#### Đánh đôi

##### Á quân (1)
| Năm  | Giải      | Người đánh cặp      | Đối thủ trong trận chung kết | Tỉ số    |
| 2005 | Wimbledon | Svetlana Kuznetsova | Cara Black Liezel Huber      | 6–2, 6–1 |